# Flat Earth Society

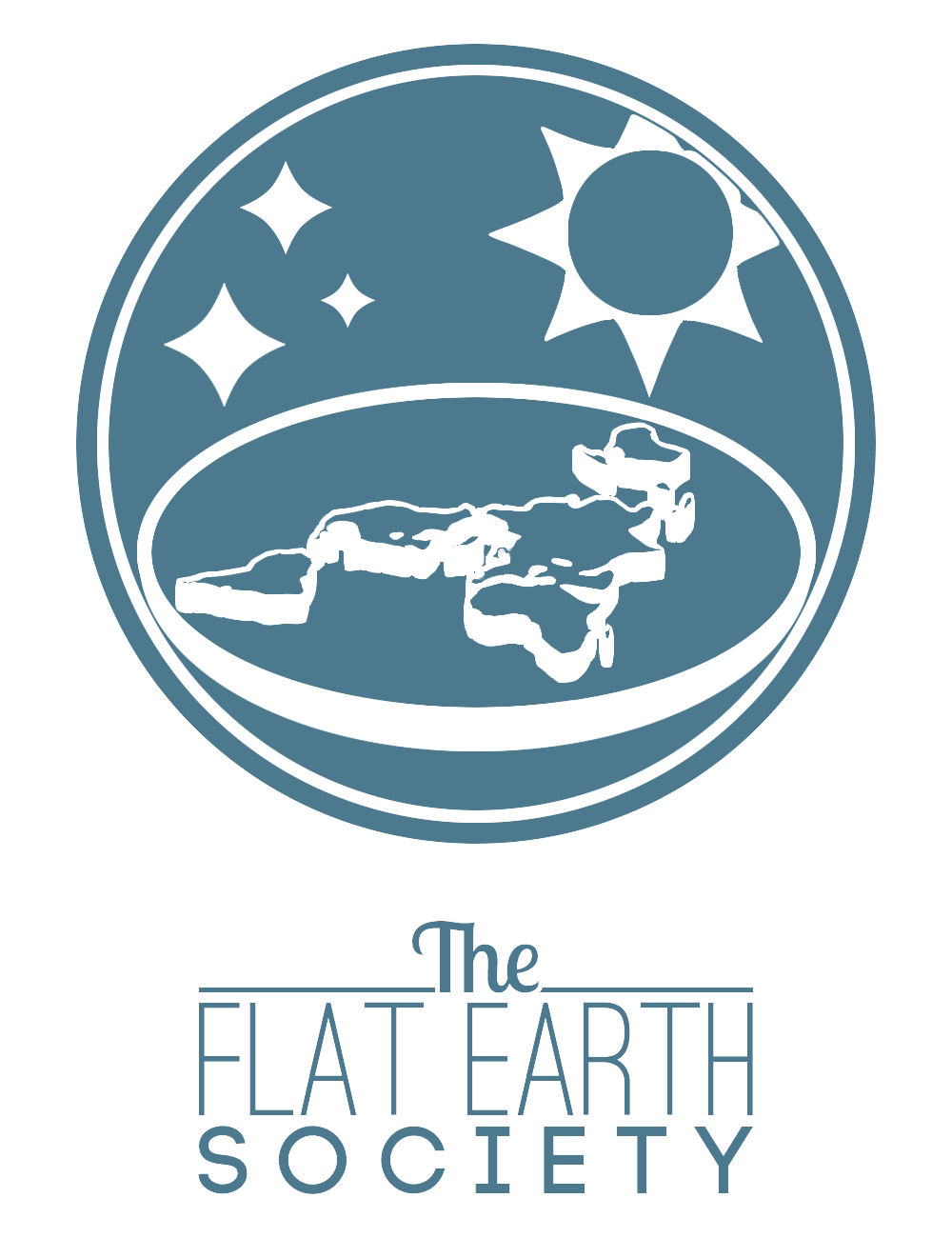
Logo da Sociedade da Terra Plana.

Sociedade da Terra Plana (em inglês:  Flat Earth Society, também conhecida como International Flat Earth Society) é uma organização de pensamento que defende que a Terra é plana, em vez de uma esfera. A organização moderna foi fundada pelo inglês Samuel Shenton em 1956, e mais tarde liderada por Charles K. Johnson, que baseou a organização em sua casa em Lancaster, Califórnia. A sociedade formal parece ter sido desfeita após o falecimento de Johnson em 2001, apesar de seu nome continuar sendo usado por vários websites.
Eugenie Scott chamou o grupo de um exemplo de "teologia extrema bíblico-literalista: a terra é plana porque a Bíblia diz que é plana, independentemente do que a ciência nos diz". Entretando, não há nenhuma relação entre as declarações da Flat Earth Society e a ideia de que a Terra seja plana baseada exclusivamente na Bíblia.

## Paródias
Muitas organizações que se dizem defensoras da Terra Plana são, na verdade, paródias, principalmente voltadas para ridicularizar o criacionismo. O objetivo destas sátiras é mostrar que a mesma lógica usada pelos criacionistas pode ser usada para provar qualquer coisa, como que a Terra é Plana,[carece de fontes?] ou que a Lua não existe. No entanto, existem pessoas que de fato defendem a Terra plana.